# باك هنري
باك هنري (بالإنجليزية: Buck Henry)‏‏ (9 ديسمبر 1930 - 8 يناير 2020) هو كاتب سيناريو، ومخرج أفلام، وممثل أفلام أمريكي، ولد في نيويورك.

## التعليم
تعلم في كلية دارتموث، وقاعة تشوات روزماري ‏.

## جوائز وترشيحات
حصل على جوائز منها:
جوائز
- جائزة إيمي
- جائزة نقابة الكتاب الأمريكية

ترشيحات
- جائزة الأوسكار لأفضل كتابة، عن عمل: الخريج
- جائزة الأوسكار لأفضل مخرج، عن عمل: السماء بإمكانها الانتظار

ترشح لـ:
- جائزة الأوسكار لأفضل مخرج، عن عمل: السماء بإمكانها الانتظار
- جائزة الأوسكار لأفضل كتابة "سيناريو مقتبس"، عن عمل: الخريج.

## وصلات خارجية
- باك هنري على موقع IMDb (الإنجليزية)
- باك هنري على موقع الموسوعة البريطانية (الإنجليزية)
- باك هنري على موقع قاعدة بيانات الأفلام العربية
- باك هنري على موقع ألو سيني (الفرنسية)
- باك هنري على موقع ميوزك برينز (الإنجليزية)
- باك هنري على موقع تيرنر كلاسيك موفيز (الإنجليزية)
- باك هنري على موقع أول موفي (الإنجليزية)
- باك هنري على موقع قاعدة بيانات برودواي على الإنترنت (الإنجليزية)
- باك هنري على موقع قاعدة بيانات برودواي على الإنترنت (الإنجليزية)
- باك هنري على موقع قاعدة بيانات الأفلام السويدية (السويدية)